# 東豆川警察署
東豆川警察署（トンドゥチョンけいさつしょ）は、京畿北部地方警察庁所管の警察署である。

## 管轄区域
- 東豆川市

## 沿革
- 2009年4月20日 - 楊州警察署から分離。所管していた5派出所を編入

## 管轄派出所
- 松内派出所
- 中央派出所
- 逍遥派出所
- 生淵派出所
- 広岩派出所